# Liste von Musiklabels
Die Liste von Musiklabels gibt eine Übersicht von Musiklabels. Die Auflistung erfolgt unabhängig davon, ob es sich um ein Masterlabel, ein Sub-Label oder ein Independentlabel handelt, aus welchem Land das Musiklabel stammt oder welches Musik-Genre veröffentlicht wird. 
Gelistet wird der Name des Musiklabels, der Labelcode, der Sitz/das Land des Labels, die aktive Zeit (Jahr-von und Jahr-bis), der/die Gründer des Labels, das Mutterlabel/die Muttergesellschaft sowie weitere Details. 